# Alsó-nossobi nyelv
Az alsó-nossobi nyelv (angol dokumentációkban „Lower Nossob language”) egy kihalt koiszan nyelv, amit egykor a Namíbia, Dél-afrikai Köztársaság és Botswana határainak találkozása mentén, a Nossob (avagy Nosop) folyó mentén beszéltek. A nyelvnek vagy nyelvcsoportnak nem volt általánosan elfogadott megnevezése, a leírók a folyó nevét alkalmazták rá, amelynek a környékén végezték a megfigyeléseket, ezért a „Lower Nossob” eleinte egy feltételes elnevezés volt, azonban mára egy elfogadott meghatározás. Ennek a nyelvnek egyik dokumentált változata a „ǀʼAuni” nyelvjárás. Legközelebbi rokona a ma is beszélt taa nyelv (a taa nyelv kódja az „nmn”, az alsó-nossobi kódja az „nsb”).

## Nyelvjárások
Két bizonyított nyelvjárása volt: az „|'Auni” („|'Auo”), amit Dorothea Bleek jegyzett fel először 1937-ben, és a „|Hassi”, melyet Robert Story rögzített.[mikor?] Az „ǀʼAuni” az a szó, ahogyan korábban a népcsoport nevezte önmagát; az „ǀʼAuo” (vagy „ǀʼAu”) a nyelv megnevezése. A „ǀauni, ǁauni, Auni” helytelenül leírt alakok. A nyelv megnevezésének egyéb alakjai: ǀHaasi,  Kʼuǀha꞉si, Kiǀhasi, és Kiǀhazi.

## Dokumentált változatok
Güldemann (2017) az alábbi részlegesen dokumentált változatokat sorolja fel az alsó-nossobi nyelvhez.
| megjelölés     | kutató         | dátum        | feljegyzés                     |
| -------------- | -------------- | ------------ | ------------------------------ |
| ǀʼAuni         | Dorothea Bleek | 1937         | Bleek label SIV.               |
| Khatia (Xatia) | Bleek          | jegyzeteiben | = ǂʼEinkusi? Bleek label SIVa. |
| Kiǀhazi        | Robert Story   | jegyzetekben | = ǀHaasi. Bleek label SIVb.    |

## Fordítás
Ez a szócikk részben vagy egészben  a   Lower Nossob language című angol Wikipédia-szócikk ezen változatának fordításán alapul.  Az eredeti cikk szerkesztőit annak laptörténete sorolja fel. Ez a jelzés csupán a megfogalmazás eredetét és a szerzői jogokat jelzi, nem szolgál a cikkben szereplő információk forrásmegjelöléseként.